# Baleia-piloto-de-aleta-curta
O globicéfalo (Globicephala macrorhynchus), baleia-piloto-de-aleta-curta, baleia-piloto-de-peitorais-curtas ou baleia-piloto-tropical é um cetáceo da família dos delfinídeos encontrado nas águas tropicais e temperadas de todos os oceanos.
Se alimenta de peixes, crustáceos e lulas, que busca quando vai para as profundezas do mar. Tem normalmente, um único filhote que, quando é fêmea fica no grupo que pode chega entre 20 a 30 indivíduos. Pórem caso seja macho, ele sai do grupo e forma um seu.
O macho tem mais ou menos o dobro do tamanho do fêmea, e ele pode ter bem mais que uma única parceira.

## Características
As baleias piloto tropicais têm cerca de 1.6 metros de comprimento, à nascença. Os machos adultos podem crescer até aos 7 metros, enquanto as fêmeas normalmente só atingem os 5.5 metros. O peso máximo dos adultos é de 3300kg (machos). Existem 7-9 pares de dentes, pequenos e pontiagudos em cada maxilar. A esperança média de vida é de 60 anos para as fêmeas e de 45 anos para os machos.
As baleias piloto possuem um corpo longo mas robusto. O melão tem uma forma globular e pode sobressair-se à boca. Existe um bico, muito pequeno, quase inexistente. A barbatana dorsal é característica das baleias piloto: numa posição anterior, a cerca de 1/3 entre a cabeça e a cauda, é longa, mais larga na base, falcada e com um ângulo pouco proeminente. A barbatana dorsal dos machos adultos é mais larga que a das fêmeas. As barbatanas peitorais são pequenas (cerca de 1/6 do tamanho total do corpo). O corpo é praticamente cinzento ou castanho-escuro a preto. Normalmente existe uma risca branca ou cinzento-clara atrás do olho, estendendo-se até à barbatana dorsal. Também existe um padrão em forma de sela cinzento-claro ou branco, atrás da barbatana dorsal, que varia individualmente em tamanho e no brilho. Nesta espécie, este padrão estende-se até à cauda em machos adultos. No ventre, possuem um padrão em forma de âncora de cor branca, ou cinzento-claro.

## Alimentação
As baleias piloto alimentam-se principalmente de lulas, no entanto, provavelmente também se alimentam de peixe, quando disponível. Estes devem alimentar-se a 300-500m de profundidade.

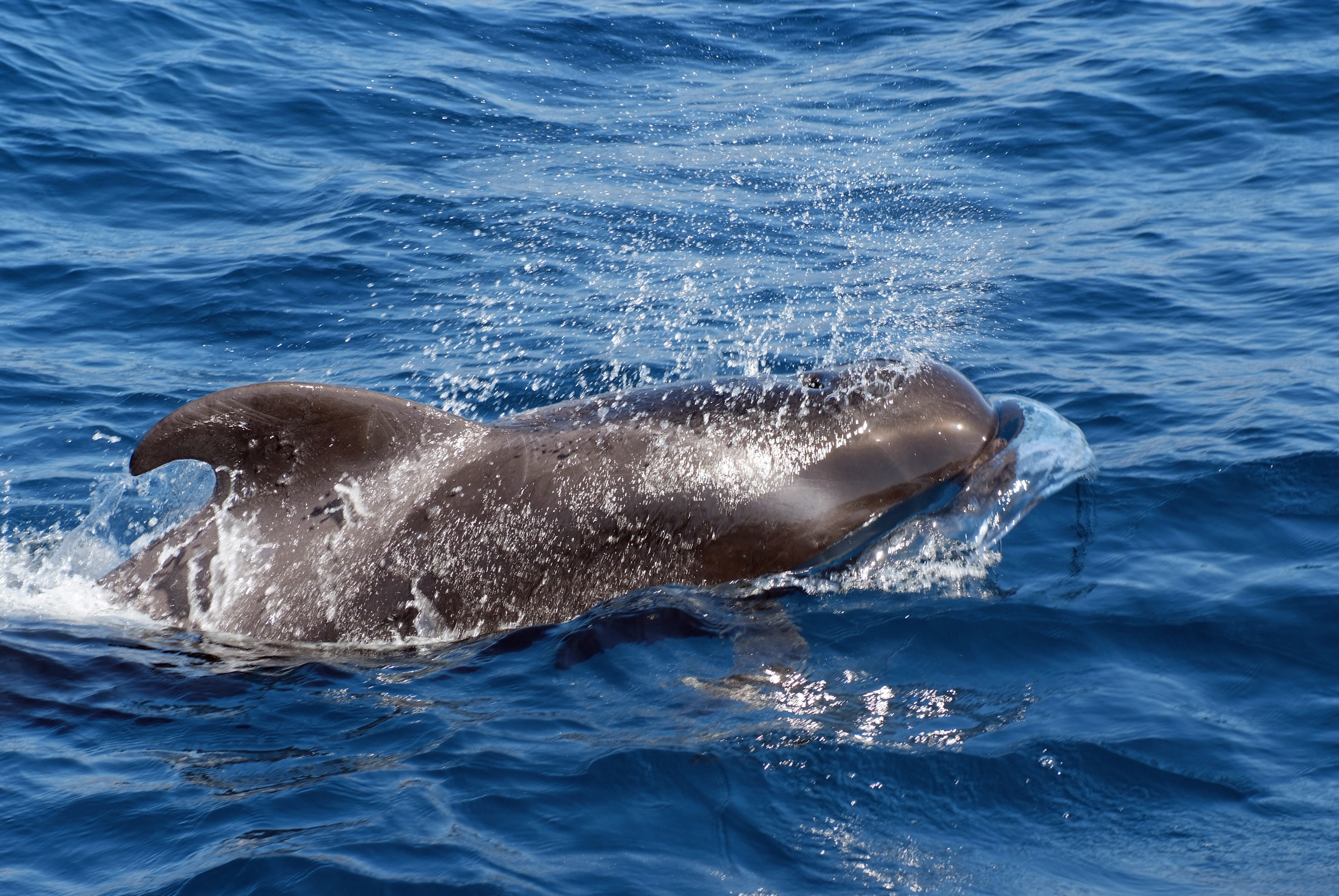
Nadadeira dorsal peculiar da Globicephala macrorhynchus

## Comportamento social
São animais que vivem em grandes grupos, o tamanho dos grupos varia entre 15-50 indivíduos, de todas as idades e ambos os sexos. Grupos com centenas de baleias piloto tropicais já foram registados, e membros desta espécie, altamente social, raramente são vistos sozinhos. Estes laços sociais fortes podem ser uma explicação pela qual esta espécie de cetáceos é uma das que mais arroja em massa. Em alguns grupos, os machos abandonam o grupo maternal, no entanto as fêmeas permanecem no seu toda a vida. Muitas vezes associam-se com outras espécies de golfinhos como os roazes (Tursiops truncatus).

## Observações
As baleias piloto tropicais estão distribuídas em águas temperadas quentes e tropicais no mundo inteiro, apesar de estarem ausentes do Mar Mediterrâneo. Em áreas, onde a sua distribuição sobrepõe-se com a distribuição de baleias piloto de barbatana comprida (Globicephala melas), pode ser difícil distinguir entre as duas espécies. As baleias piloto tropicais tendem a ser mais claras, especialmente os adultos. Normalmente são mais tímidas em relação às embarcações. Devido à diferença evidente de tamanho das suas barbatanas peitorais, a maneira mais fácil de distinguir entre as duas espécies é observando as mesmas.